# Sinp'o
Sinp'o (Koreaans: 신포) is een havenstad in Noord-Korea in de provincie Hamgyŏng-namdo, gelegen aan de Japanse Zee. Het aantal inwoners bedraagt circa 160.000. De stad beschikt over een vissershaven en is een belangrijke haven voor de Noordkoreaanse marine.

## Ligging
De stad ligt in de kustvlakte, in een tamelijk bosrijk gebied. Op 1 tot 2 km afstand uit de kust ligt het eiland Mayang-Do. In het beschutte zeegebied ertussen bevindt zich de haven. De stad ligt aan de P'yŏngra-spoorlijn, die vanuit de hoofdstad Pyongyang langs de kust naar de stad Rason aan de Russische grens verloopt.

##### Klimaat
Ondanks de ligging aan zee is het klimaat continentaal van karakter, vooral in de winter domineren aflandige winden. De gemiddelde maximumtemperatuur overdag bedraagt in januari 2,8°C en in augustus 26,1°C. In januari is het nachtelijk minimum gemiddeld -9°C. De gemiddelde jaarlijkse neerslag bedraagt 830 mm; februari is de droogste maand met 18 mm, augustus de natste met normaal 184 mm.

## Economie

### Visserij en scheepsbouw
Sinp'o heeft een vissershaven van betekenis. De visrijkdom voor de kust en in de beschutte bocht vormen de economische oorsprong van de stad.. In de jaren vanaf 1930 ontstond onder Japanse leiding een visverwerkende industrie. Later kwamen er ook scheepswerven. In 1979 werd de Sinp'o Visserij-Universiteit gesticht. In de 21e eeuw zijn er ook viskwekerijen gekomen.

### Kerncentrale
In 1994 is nabij de stad een project voor de bouw van twee lichtwaterreactoren met elk 1000 MW begonnen. Onder de naam KEDO (Korean Peninsula Energy Development Organization) is met internationaal kapitaal een maatschappij opgericht. Daartegenover zou Noord-Korea krachtens de Geneefse raamovereenkomst van 1994 het militaire atoomprogramma bevriezen. In 2003 werd het project op verdenking van verdragbreuk van de zijde van Noord-Korea, opgezegd. De laatste buitenlandse medewerkers verlieten in januari 2006 de onvoltooide bouwplaats.

## Marine
Bij Sinp'o ligt de Mayang-Do marinebasis. Op de werven wordt onder andere de onderzeeboot van de Sinpo-klasse gebouwd. Met een lengte van 67 meter hoort deze tot de modernste wapensystemen van het land. De onderzeeërs beschikken over de mogelijkheid om ballistische raketten af te vuren. In Sinp'o is ook het Maritiem Onderzoeksinstituut van de Defensie-Academie gevestigd. Er is eveneens een platform te land om raketten te lanceren.